# Episema agrapha
Episema agrapha är en fjärilsart som beskrevs av Charles Boursin 1951. Episema agrapha ingår i släktet Episema och familjen nattflyn. Inga underarter finns listade i Catalogue of Life.